# 铁墙行动
铁墙行动是2025年1月21日起，以色列國防軍对約旦河西岸以色列占領區內的巴勒斯坦人武装分子发动的军事行动 。起初以色列國防軍只進攻位於杰宁的杰宁旅。 軍事行動的第四天起，以色列国防军将打擊范围扩大到圖勒凱爾姆和其他巴勒斯坦城镇。 
5月21日，一群由欧洲、阿拉伯和亚洲外交官组成的代表团前往杰宁了解當地的人道主义局势，但以色列国防军卻朝他們鳴槍示警，以色列這一行為引起国际社会的谴责。以色列国防军对此次事件表示道歉，并表示由于代表团偏离了以方批准的路线，以色列國防軍不得不鸣枪警告。事發後歐盟決定重新審查歐盟和以色列之間簽署的協議 。